# Gareth Bale
Gareth Frank Bale (Cardiff, Gales; 16 de julio de 1989) es un exfutbolista galés que jugaba como delantero. Jugó la mayor parte de su carrera en el Real Madrid C. F. donde permaneció durante 8 temporadas, desde 2013 hasta 2022. También tuvo etapas en el Tottenham Hotspur F. C. desde 2007 hasta 2013 y desde 2020 hasta 2021. Su último equipo fue Los Angeles F. C. Es considerado uno de los mejores jugadores de su generación.
Fue internacional absoluto con la selección de Gales desde 2006 hasta 2023, de la cual es el máximo goleador histórico. Bale debutó con 16 años y 315 días en un partido contra Trinidad y Tobago, ostentando, a partir de entonces y por varios años, el récord de ser el debutante más joven en la historia del seleccionado británico. En la actualidad es el segundo tras haber sido superado en 2013 por el aún más joven Harry Wilson.
Bale era considerado como uno de los más grandes talentos emergentes de la Premier League en su momento y del mundo en la actualidad, ha sido reconocido con numerosas distinciones, tales como el Premio Carwyn James de la BBC galesa o el premio al Mejor Jugador de la Premier League —siendo el cuarto galés en conseguirlo— el cual ganó en dos oportunidades, uniéndose así a la selecta lista de bicampeones formada por Mark Hughes, Alan Shearer, Thierry Henry y Cristiano Ronaldo. También tiene en su haber otras distinciones como el premio al Mejor Jugador Joven de la Premier League y el haber sido elegido en tres oportunidades como Jugador Galés del Año, entre muchas otras. En 2011 integró el Equipo Ideal de la UEFA, y en 2013 la FIFA le incluyó en la lista de los 23 candidatos al Balón de Oro. Ese mismo año, además, la FIFA publicó un listado con los diez futbolistas más rápidos del mundo, ocupando Bale la primera posición al alcanzar una velocidad de hasta 36.9 km/h.
Bale ha ido cambiando progresivamente su posición sobre el césped. En sus inicios en el Southampton F. C. actuaba como un lateral izquierdo con mucha llegada, destacando por su velocidad y buen golpeo de balón. Estas cualidades hicieron que sus primeros técnicos observaran en él a un carrilero con capacidad para sorprender. Esa tónica apenas se modificó en sus primeras temporadas con el Tottenham Hotspur F. C. aunque con el paso de los años fue apareciendo más arriba, llegando incluso a actuar como extremo. Su salto definitivo lo dio en la campaña 2010-11 cuando abandonó casi por completo el lateral de la zaga defensiva, aumentando entonces su presencia en ataque y sobre todo su implicación con el gol. En su última temporada con los Spurs, específicamente en el tramo final de aquel curso, su entrenador André Villas-Boas, le recolocó como mediapunta. Esa temporada llegó a anotar un total de veintiséis goles, veintiún de ellos en la Premier League, estableciendo así un nuevo récord en el club.
Es sobrino del exfutbolista Chris Pike, uno de los máximos anotadores históricos del equipo de esa ciudad, el Cardiff City F. C.
Es el futbolista con más títulos internacionales en la historia de su nación, con 12 títulos internacionales de 23 títulos oficiales.

## Trayectoria

### Inicios
Bale llamó la atención del Southampton Football Club con apenas nueve años, cuando disputó un torneo de seis contra seis con el Cardiff Civil Service Football Club.
Durante su adolescencia, además del fútbol, también practicó otros deportes como el hockey, el rugby o el atletismo, siendo capaz de correr los 100 metros en 11,4 segundos. La superioridad que mostraba a la hora de practicar deporte provocó que el profesor de educación física del instituto Whitchurch High School de Cardiff, Gwyn Morris, le hiciera unas reglas específicas para seguir mejorando. Estas le valieron para ayudar, con dieciséis años, al equipo sub-18 de su instituto a ganar la Cardiff & Vale Senior Cup, y para posteriormente ingresar en la academia del Southampton en Bath.
Sus notables aptitudes quedaron reflejadas en sus calificaciones y galardones en la asignación de educación física, y en especial en las palabras de su preparador físico Gwyn Morris:

Gareth has a fierce determination to succeed and has the character and qualities to achieve his personal goals. He is one of the most unselfish individuals that I have had the pleasure to help educate.

Gareth tiene una fuerte determinación para triunfar y el carácter y las cualidades para llegar a las metas que se proponga. Además es una de las personas menos individualistas que he tenido el placer de educar.
Gwyn Morris, 13 de enero de 2007, Cardiff.

### Southampton
Bale debutó con el primer equipo de los Saints el 17 de abril de 2006, casi al término de esa temporada, con apenas 16 años y 275 días, edad que le convirtió en el segundo debutante más novato en la historia del club. El debut del galés fue en un partido contra el Millwall que acabó con victoria de 2 a 0.
La siguiente temporada, la 2006/07, Bale se afianzó en el equipo titular del Southampton, que por aquel entonces se encontraba en la Championship —la segunda división inglesa— tratando de alcanzar el ascenso a la Premier. En el primer partido del campeonato, el 6 de agosto de 2006, Gareth marcó su primer gol oficial con el club, de tiro libre directo ante el Derby Country. En la siguiente fecha volvió a marcar de tiro libre, esta vez en St Mary's contra el Coventry City, y en el tercero, ante el West Bromwich, estuvo a punto de repetir cuando mandó un espectacular disparo de falta al palo.
Antes de que se acabara el año, Bale marcó otros tres goles más. El 11 de noviembre anotó contra el Sunderland y en el mes de diciembre ante el Hull City y el Norwich, siendo estos dos últimos goles también de tiro libre directo.
Su gran inicio de temporada le valió para ganar el premio Carwyn James, que otorga la BBC de Gales, como Mejor Jugador Joven del año 2006, y meses después, el 4 de marzo de 2007, nuevamente fue nombrado Mejor Jugador Joven, pero de la Football League. La prensa británica calificó la temporada de Bale como «increíble».
Su último partido con el equipo del sur de Inglaterra fue en la primera ronda de las eliminatorias de ascenso a la Premier ante el Derby County —curiosamente el equipo contra el que anotó su primer gol de profesional—, el 12 de mayo de 2007, partido en el que se retiró lesionado. Acabó la temporada con un registro de cinco goles en un total de cuarenta y cinco partidos.

### Tottenham Hotspur

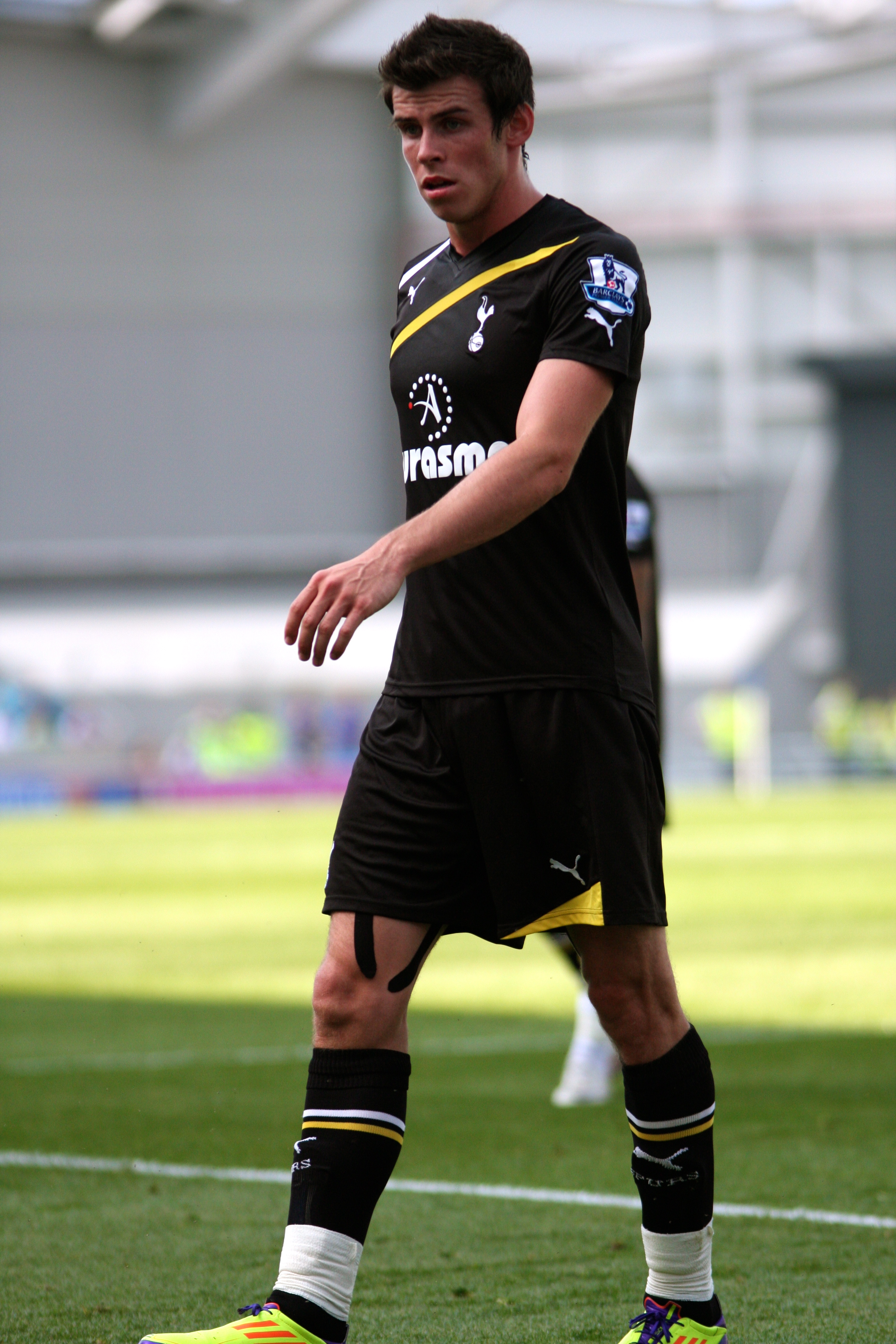
Bale en 2011 durante un partido ante el Brighton.

Gareth Bale fichó por el Tottenham Hotspur el 25 de mayo de 2007, firmando un contrato por cuatro años, el Tottenham pagó £7 millones al Southampton más una serie de incentivos por los cuales el traspaso podría alcanzar la cifra de £10 millones de libras, unos €14 millones. Gareth disputó su primer partido con el equipo londinense el 12 de julio de 2007 en un amistoso contra el St Patrick's Athletic, siendo sustituido en el minuto ochenta por algunas molestias en una pierna.
Su primer partido oficial con los Spurs fue el 26 de agosto en Old Trafford, campo del Manchester United. El 1 de septiembre, en su segundo partido oficial, marcó su primer gol, fue en un empate a 3 contra el Fulham. En su primer año con los Spurs logró su primer título como profesional, la Copa de la Liga tras vencer al Chelsea 2 goles por 1.
Después de tres regulares campañas en el Tottenham, llegó la temporada 2010/11. En ese curso el galés irrumpió en la escena del fútbol mundial con un histórico triplete ante el Inter de Milán por la Liga de Campeones. Jugando por la banda izquierda, como mediocampista interior y aún con ciertas obligaciones defensivas para con su compañero en el lateral zurdo, Benoit Assou-Ekotto, Bale firmó un segundo tiempo deslumbrante en el Giuseppe Meazza. El Tottenham perdía por 4 a 0 al cabo de los primeros 45 minutos, pero tras el descanso apareció la figura de Bale para marcar tres goles y augurar un remontada para los Spurs. El milagro finalmente no se concretó (4-3) pero aquel encuentro, más que por la victoria del Inter, se recuerda por la notable actuación del futbolista galés.
Tras su gran rendimiento en el año 2010, dando asistencias de gol y marcándolos, grandes equipos de Europa como el Manchester United, el Chelsea, el Real Madrid o el Fútbol Club Barcelona se interesaron en ficharle. Sin embargo Bale renovó su contrato con el Tottenham en marzo de 2011. Al término de esa temporada fue elegido Mejor Jugador de la Premier, superando a futbolistas consagrados como Carlos Tévez, Van der Vaart o Vidić.
Durante su estadía en Londres, Gareth fue variando su posición sobre el césped progresivamente, partiendo como lateral, luego como interior y extremo, hasta llegar a mediapunta. Esta última variación se dio durante la temporada 2012/13 cuando André Villas-Boas comenzó a alinearlo detrás del delantero. En esta posición aumentó considerablemente sus cifras goleadoras, evidenciándose esta situación en el hecho de que acabara la 2012-13 con un registro de 21 goles.
Bale también fue determinante en la Liga Europa, marcando dos goles de tiro libre en los dieciseisavos de final contra el Olympique de Lyon, que le dio al Tottenham el pase a los octavos de final. En octavos se toparon con el Inter, al que derrotaron por 3 a 0 en la ida, marcando Bale el primer tanto. Ese resultado sería el que a la postre les clasificaría para la siguiente ronda porque en la vuelta perdieron por 1 a 4. En cuartos el Tottenham caería eliminado ante el Basilea.
El galés culminaría la temporada marcando el gol del triunfo, ante el Sunderland, en la última fecha de la Premier, resultado que finalmente no le bastó para elevar a los Spurs a la zona de clasificación para la Liga de Campeones.
No obstante, Bale fue elegido como el Mejor Jugador de la Premier League . Además, sus veintiún goles en liga le sirvieron para establecer un nuevo récord de goles anotados con el club en una misma temporada de la actual Premier. En total, sumando sus apariciones tanto con los Spurs como con la selección de Gales, Bale consiguió terminar la temporada con un total de 31 goles y 17 asistencias. Su notable rendimiento le valió para ser nominado, al lado de futbolistas como Cristiano Ronaldo, Messi o Ribéry, entre otros, al premio como Mejor Jugador de Europa que entrega la UEFA.

### Real Madrid

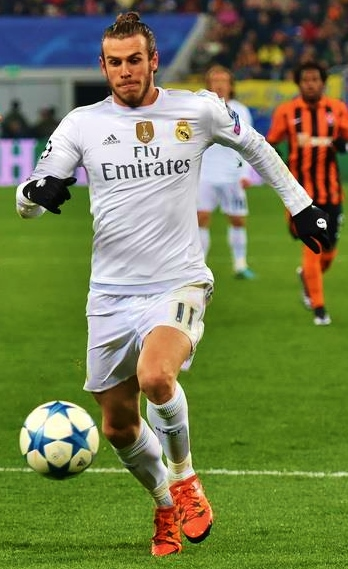
Gareth Bale en 2015.

El 1 de septiembre de 2013 se anunció de forma oficial su traspaso al Real Madrid Club de Fútbol. Bale firmó un contrato por seis temporadas con un sueldo de 10 millones de euros netos por cada una de ellas, convirtiéndose así en el primer futbolista galés de la historia en jugar con el club blanco.
Debutó con la elástica blanca el día 14 de septiembre, ante el Villarreal en El Madrigal. En ese mismo partido, además, Bale se estrenó como goleador al marcar el primer tanto de su equipo. El galés anotó el 1 a 1 parcial y acabó siendo sustituido por Ángel Di María en mitad de la segunda parte. Tres días después, ante el Galatasaray, hizo su debut en Liga de Campeones como madridista al ingresar en el minuto 64 en sustitución de Isco, cumpliendo una buena y activa actuación en el tiempo que estuvo en cancha, incluso lanzó la falta que acabó con el cuarto gol favorable a los blancos.
El 29 de octubre debutó como titular en el Santiago Bernabéu, ante el Sevilla, marcando dos goles y dando dos asistencias en la contundente victoria de los blancos por 7 a 3. El primer tanto lo marcó con un colocado zurdazo a la escuadra y el segundo con un tiro libre directo que se desvió en el defensa sevillista Alberto Moreno. En el siguiente partido liguero, contra el Rayo Vallecano, contribuyó al triunfo de su equipo con dos nuevas asistencias, demostrando otra vez sus dotes como asistidor.
El 5 de noviembre anotó su primer gol como madridista en la Liga de Campeones, lo marcó en Turín ante la Juventus con un remate pegado al palo que hizo inútil la estirada del portero italiano Gianluigi Buffon. El encuentro acabó con empate a dos, resultado que sellaba virtualmente la clasificación de los blancos a la siguiente fase.
En el siguiente partido, de Liga contra la Real Sociedad, colaboró con una asistencia a Khedira. El 23 de noviembre, de visita ante el Almería, anotoó su cuarto gol en el campeonato y cuatro días más tarde, en Liga de Campeones, abrió el marcador ante el Galatasaray con un tanto de tiro libre directo.
El 30 de noviembre el galés marcó su primer triplete con el Madrid, lo logró ante el Valladolid en el Bernabéu. Bale anotó el primero de cabeza, el segundo con un suave remate de derecha y el tercero de zurda tras un pase de Marcelo, dando además la asistencia a Benzema en el otro tanto que completó la goleada de 4 a 0. Gareth se convirtió así en el segundo británico en conseguir un triplete, tras Gary Lineker, en la historia de la Liga.
Bale se marcó su primer gol en 2014 en el primer partido de la segunda vuelta de la Liga, contra el Real Betis en el Benito Villamarín, anotando de falta directa el segundo tanto de su equipo en la victoria final de 0 a 5. El 8 de febrero, ante el Villarreal, marcó el primer tanto de los blancos dando además una asistencia a Benzema.
El 26 de febrero los blancos disputaron la ida de los octavos de final de la Liga de Campeones, enfrentándose al Schalke 04 en el Veltins Arena. El Madrid se impuso por un contundente 1 a 6, marcando Bale un dos de los goles de su equipo.
El 16 de abril disputó la final de la Copa del Rey ante el Fútbol Club Barcelona. Bale marcó el tanto de la victoria en el minuto 85 tras una impresionante carrera de 60 metros, conquistando así su primer título con el equipo blanco. El 24 de mayo disputó la final de la Liga de Campeones ante el Atlético de Madrid. Marcó un gol rematando de cabeza un balón que golpeó Di María y despejó Thibaut Courtois. El gol sirvió para poner el marcador del partido a 2-1 a favor del Real Madrid. El partido acabó con la victoria del Real Madrid por 4-1. Con ese gol, consiguió ser el tercer jugador del Real Madrid que marca un gol en la final de la Copa del Rey y otro en la final de la Liga de Campeones en la misma temporada. El 12 de agosto fue titular en la victoria 2-0 frente al Sevilla Fútbol Club para ganar la Supercopa de Europa en su ciudad natal, Cardiff.
El 28 de mayo de 2016 ganó su segunda Liga de Campeones, otra vez ante el Atlético de Madrid, esta final se decidió en la tanda de penaltis luego de que ninguno de los dos equipos pudiese romper el 1-1. Bale consiguió marcar el tercer lanzamiento de su equipo, a pesar de la notable cojera que llevaba arrastrando desde la prórroga. Finalmente el Real Madrid terminó ganando la decisiva tanda por 5-3. En octubre de ese mismo año renovó su contrato hasta el 30 de junio de 2022.
El 3 de junio de 2017, el equipo blanco consiguió revalidar el título de campeón y Bale obtuvo su tercera Liga de Campeones. La final se disputó en su ciudad natal, en el Millenium Stadium de Cardiff, Bale ingresó a falta de nueve minutos para finalizar el partido, en la contundente victoria 4-1 ante la Juventus de Turín.
El 26 de mayo de 2018 fue el gran protagonista en la victoria 3-1 sobre Liverpool en Kiev, que significó la obtención de la decimotercera Liga de Campeones para el Real Madrid, tercera consecutiva para el club y cuarta en su palmarés personal. En el minuto 61 ingresó por Isco y solo dos minutos más tarde convirtió con una increíble chilena el 2-1. A los 83 minutos del partido, un potente disparo suyo desde fuera del área se le escapó al portero Loris Karius y selló la victoria madridista.
En la pretemporada 2019-20 recibió un aluvión de críticas de varios medios e incluso Zidane dice no quererlo en la plantilla. A pesar de ello en el inicio de la temporada se convirtió en un fijo en la plantilla. Situación que volvió a virar con apenas un tercio de la liga jugada.

### Regreso cedido al Tottenham Hotspur
El 19 de septiembre de 2020 el Real Madrid anunció que había llegado a un acuerdo con el Tottenham Hotspur para su cesión hasta el 30 de junio de 2021. Bale volvió al club en el cual tuvo uno de sus mejores desempeños en sus comienzos futbolísticos. En el club inglés disputó 34 partidos, convirtiendo 16 goles y asistiendo en 3 ocasiones.
Una vez la cesión finalizó, Bale, volvió a Madrid, donde estuvo una temporada más. Se marchó del club español habiendo ganado 19 títulos.

### Los Ángeles Football Club
El 25 de junio de 2022 confirmó su llegada al club norteamericano Los Angeles F. C. Debutó oficialmente el 18 de julio, en la victoria 2-1 ante el Nashville, ingresando al terreno de juego al minuto 72' por el colombiano Cristian Arango. Acabaron el año conquistando la MLS Cup después de derrotar a Philadelphia Union en una tanda de penaltis que él mismo forzó después de empatar el partido en los últimos instantes de la prórroga.

## Selección nacional

### Selección olímpica
Bale, quien en el equipo madridista estaba dentro de la edad límite para competir en los Juegos Olímpicos de Londres 2012, fue llamado a la selección de fútbol del Reino Unido para competir en dicho evento. Personalmente expresó que le "encantaría" jugar en los Juegos, yendo en contra de los deseos de la Asociación de Fútbol de Gales. Pese a la falta de apoyo de la asociación galesa, esta no se interpuso a los deseos de los jugadores galeses que deseaban ser parte del equipo olímpico británico. No obstante, Bale no pudo formar parte del combinado británico ya que en junio de ese año se le agravó una lesión en la espalda que venía acarreando hace un par de meses.

### Selección absoluta

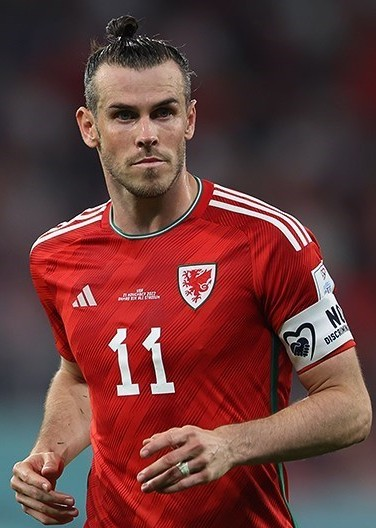
Jugando ante los Estados Unidos en un partido de la Copa Mundial de Fútbol de 2022.

Bale destacó precozmente en la selección sub-17 de su país, Gales, ya que solo jugó tres partidos. John Toshack le ofreció la oportunidad de debutar con la absoluta el 27 de mayo de 2006 en un partido contra Trinidad y Tobago. En su segunda aparición, contra la selección de Eslovaquia, hizo un gol en una de sus especialidades: los lanzamientos de falta, convirtiéndose así en el jugador galés más joven en marcar en partido oficial.
En las clasificatorias para la Eurocopa 2012, Bale fue uno de los titulares indiscutibles y una de las figuras de la selección galesa junto con Craig Bellamy, Ryan Giggs y Aaron Ramsey, convirtiendo varios goles importantes. A pesar de ello la selección de Gales finalmente no logró clasificar, ya que tenía en su grupo a rivales duros como las selecciones de Inglaterra, Suiza o Bulgaria, entre otros.
Años después, en la clasificación para la Eurocopa 2016 de Francia, fue uno de los grandes protagonistas de su selección al anotar cinco goles en seis partidos que situaron a su selección como primera de grupo. Su selección se clasificó para la Eurocopa 2016, siendo la primera participación de la historia del país en la competición.
Contra todo pronóstico, la selección galesa fue la sorpresa del torneo plantándose en semifinales de la competición, aunque fueron eliminados al caer 2-0 contra la Portugal de su compañero de equipo Cristiano Ronaldo. A su vuelta a Gales, la selección fue recibida por un gran número de aficionados para celebrar el histórico papel que habían hecho en el campeonato, siendo Gareth Bale una de las figuras más destacadas tanto de su selección como de la Eurocopa 2016.
En cuanto a sus desempeños para los campeonatos de selecciones, el jugador no ha participado en ninguna fase final debido al escaso potencial de su selección, no en vano ocupa el 55.º lugar de la clasificación mundial de la FIFA, teniendo en cuenta que en una estimación tan solo las participan un total de treinta y dos equipos en la Copa Mundial y dieciséis en el caso de la Eurocopa. En las fases de clasificación para los mencionados torneos ha anotado un total de veinte goles en cuarenta y cinco partidos que sirvieron para que su equipo lograse el acceso a las fases finales por primera vez para la Eurocopa 2016.
En las eliminatorias mundialistas de 2010 y 2014 anotó un total de cuatro goles en quince partidos, mientras que en las eliminatorias europeas de 2008, 2012 y 2016 anotó doce en veinticinco partidos.
El 6 de junio de 2022 contribuyó a la clasificación de la selección para la Copa Mundial de Catar 2022 al provocar el gol en propia puerta tras un lanzamiento de falta en la eliminatoria del playoff contra Ucrania, haciendo entrar a Gales a un Mundial por primera vez en 64 años. En el tramo final del primer partido del torneo consiguió marcar de penalti a los Estados Unidos.

### Participación en Eurocopas
| Eurocopa      | Sede    | Resultado        | Partidos | Goles |
| ------------- | ------- | ---------------- | -------- | ----- |
| Eurocopa 2016 | Francia | Semifinales      | 6        | 3     |
| Eurocopa 2020 | Europa  | Octavos de final | 4        | 0     |

### Participación en Copas Mundiales de Fútbol
| Mundial                        | Sede  | Resultado      | Partidos | Goles |
| ------------------------------ | ----- | -------------- | -------- | ----- |
| Copa Mundial de Fútbol de 2022 | Catar | Fase de grupos | 3        | 1     |

### Goles como internacional
| Goles internacionales con Gales | Goles internacionales con Gales | Goles internacionales con Gales                                    | Goles internacionales con Gales | Goles internacionales con Gales | Goles internacionales con Gales | Goles internacionales con Gales       |
| #                               | Fecha                           | Lugar                                                              | Rival                           | Gol                             | Resultado                       | Competición                           |
| ------------------------------- | ------------------------------- | ------------------------------------------------------------------ | ------------------------------- | ------------------------------- | ------------------------------- | ------------------------------------- |
| 1.                              | 7 de octubre de 2006            | Millennium Stadium, Cardiff, Gales                                 | Eslovaquia                      | 1-2                             | 1-5                             | Clasificación para la Eurocopa 2008   |
| 2.                              | 28 de marzo de 2007             | Millennium Stadium, Cardiff, Gales                                 | San Marino                      | 2-0                             | 3-0                             | Clasificación para la Eurocopa 2008   |
| 3.                              | 12 de octubre de 2010           | St. Jakob-Park, Basilea, Suiza                                     | Suiza                           | 1-1                             | 4-1                             | Clasificación para la Eurocopa 2012   |
| 4.                              | 7 de octubre de 2011            | Liberty Stadium , Swansea, Gales                                   | Suiza                           | 2 - 0                           | 2-0                             | Clasificación para la Eurocopa 2012   |
| 5.                              | 11 de octubre de 2011           | Vasil Levski, Sofía, Bulgaria                                      | Bulgaria                        | 0-1                             | 0-1                             | Clasificación para la Eurocopa 2012   |
| 6.                              | 12 de noviembre de 2011         | Cardiff City Stadium, Cardiff, Gales                               | Noruega                         | 1 - 0                           | 4-1                             | Amistoso                              |
| 7.                              | 11 de septiembre de 2012        | Stadion Karadjordje, Novi Sad, Serbia                              | Serbia                          | 2-1                             | 6-1                             | Clasificación para el Mundial 2014    |
| 8.                              | 12 de octubre de 2012           | Millennium Stadium, Cardiff, Gales                                 | Escocia                         | 1-1                             | 2-1                             | Clasificación para el Mundial 2014    |
| 9.                              | 12 de octubre de 2012           | Millennium Stadium, Cardiff, Gales                                 | Escocia                         | 2-1                             | 2-1                             | Clasificación para el Mundial 2014    |
| 10.                             | 6 de febrero de 2013            | Liberty Stadium , Swansea, Gales                                   | Austria                         | 1-0                             | 2-1                             | Amistoso                              |
| 11.                             | 26 de marzo de 2013             | Liberty Stadium , Swansea, Gales                                   | Croacia                         | 1-0                             | 1-2                             | Clasificación para el Mundial 2014    |
| 12.                             | 5 de marzo de 2014              | Cardiff City Stadium, Cardiff, Gales                               | Islandia                        | 3-1                             | 3-1                             | Amistoso                              |
| 13.                             | 9 de noviembre de 2014          | Camp d’Esports del M.I. Consell General, Andorra la Vieja, Andorra | Andorra                         | 1-1                             | 1-2                             | Clasificación para la Eurocopa 2016   |
| 14.                             | 9 de noviembre de 2014          | Camp d’Esports del M.I. Consell General, Andorra la Vieja, Andorra | Andorra                         | 1-2                             | 1-2                             | Clasificación para la Eurocopa 2016   |
| 15.                             | 28 de marzo de 2015             | Sammy Ofer Stadium, Haifa, Israel                                  | Israel                          | 0-2                             | 0-3                             | Clasificación para la Eurocopa 2016   |
| 16.                             | 28 de marzo de 2015             | Sammy Ofer Stadium, Haifa, Israel                                  | Israel                          | 0-3                             | 0-3                             | Clasificación para la Eurocopa 2016   |
| 17.                             | 12 de junio de 2015             | Cardiff City Stadium, Cardiff, Gales                               | Bélgica                         | 1–0                             | 1-0                             | Clasificación para la Eurocopa 2016   |
| 18.                             | 3 de septiembre de 2015         | GSP Stadium, Nicosia, Chipre                                       | Chipre                          | 0-1                             | 0-1                             | Clasificación para la Eurocopa 2016   |
| 19.                             | 13 de octubre de 2015           | Millennium Stadium, Cardiff, Gales                                 | Andorra                         | 2–0                             | 2-0                             | Clasificación para la Eurocopa 2016   |
| 20.                             | 11 de junio de 2016             | Matmut Atlantique, Burdeos, Francia                                | Eslovaquia                      | 1–0                             | 2-1                             | Eurocopa 2016                         |
| 21.                             | 16 de junio de 2016             | Stade Bollaert-Delelis, Lens, Francia                              | Inglaterra                      | 0-1                             | 2-1                             | Eurocopa 2016                         |
| 22.                             | 20 de junio de 2016             | Stadium Municipal, Toulouse, Francia                               | Rusia                           | 0-3                             | 0-3                             | Eurocopa 2016                         |
| 23.                             | 5 de septiembre de 2016         | Cardiff City Stadium, Cardiff, Gales                               | Moldavia                        | 3–0                             | 4-0                             | Clasificación para el Mundial de 2018 |
| 24.                             | 5 de septiembre de 2016         | Cardiff City Stadium, Cardiff, Gales                               | Moldavia                        | 4-0                             | 4-0                             | Clasificación para el Mundial de 2018 |
| 25.                             | 9 de octubre de 2016            | Cardiff City Stadium, Cardiff, Gales                               | Georgia                         | 1-1                             | 1-1                             | Clasificación para el Mundial de 2018 |
| 26.                             | 12 de noviembre de 2016         | Cardiff City Stadium, Cardiff, Gales                               | Serbia                          | 1–0                             | 1-1                             | Clasificación para el Mundial de 2018 |
| 27.                             | 22 de marzo de 2018             | Guangxi Sports Centre Stadium, Guangxi, China                      | China                           | 0-1                             | 0-6                             | Amistoso                              |
| 28.                             | 22 de marzo de 2018             | Guangxi Sports Centre Stadium, Guangxi, China                      | China                           | 0-2                             | 0-6                             | Amistoso                              |
| 29.                             | 22 de marzo de 2018             | Guangxi Sports Centre Stadium, Guangxi, China                      | China                           | 0-6                             | 0-6                             | Amistoso                              |
| 30.                             | 6 de septiembre de 2018         | Cardiff City Stadium, Cardiff, Gales                               | Irlanda                         | 2-0                             | 4-1                             | Liga de Naciones de la UEFA 2018-19   |
| 31.                             | 16 de noviembre de 2018         | Cardiff City Stadium, Cardiff, Gales                               | Dinamarca                       | 1-2                             | 1-2                             | Liga de Naciones de la UEFA 2018-19   |
| 32.                             | 6 de septiembre de 2019         | Cardiff City Stadium, Cardiff, Gales                               | Azerbaiyán                      | 2–1                             | 2–1                             | Clasificación para la Eurocopa 2020   |
| 33.                             | 13 de octubre de 2019           | Cardiff City Stadium, Cardiff, Gales                               | Croacia                         | 1–1                             | 1–1                             | Clasificación para la Eurocopa 2020   |
| 34.                             | 5 de septiembre de 2021         | Central Stadium Kazan, Kazán, Rusia                                | Bielorrusia                     | 0-1                             | 2-3                             | Clasificación para la Eurocopa 2020   |
| 35.                             | 5 de septiembre de 2021         | Central Stadium Kazan, Kazán, Rusia                                | Bielorrusia                     | 2-2                             | 2-3                             | Clasificación para la Eurocopa 2020   |
| 36.                             | 5 de septiembre de 2021         | Central Stadium Kazan, Kazán, Rusia                                | Bielorrusia                     | 2-3                             | 2-3                             | Clasificación para la Eurocopa 2020   |
| 37.                             | 24 de marzo de 2022             | Cardiff City Stadium, Cardiff, Gales                               | Austria                         | 1-0                             | 2-1                             | Clasificación para el Mundial 2022    |
| 38.                             | 24 de marzo de 2022             | Cardiff City Stadium, Cardiff, Gales                               | Austria                         | 2-0                             | 2-1                             | Clasificación para el Mundial 2022    |
| 39.                             | 14 de junio de 2022             | De Kuip, Róterdam, Países Bajos                                    | Países Bajos                    | 2-2                             | 3-2                             | Liga de Naciones de la UEFA 2022-23   |
| 40.                             | 21 de noviembre de 2022         | Ahmad bin Ali Stadium, Rayán, Catar                                | Estados Unidos                  | 1-1                             | 1-1                             | Copa Mundial de Futbol de 2022        |

## Estadísticas

### Clubes
Actualizado al último partido jugado el 1 de junio de 2022.
| Club                               | Div.          | Temporada     | Liga  | Liga  | Liga   | Copas nacionales | Copas nacionales | Copas nacionales | Copas internacionales | Copas internacionales | Copas internacionales | Total | Total | Total  |
| Club                               | Div.          | Temporada     | Part. | Goles | Asist. | Part.            | Goles            | Asist.           | Part.                 | Goles                 | Asist.                | Part. | Goles | Asist. |
| ---------------------------------- | ------------- | ------------- | ----- | ----- | ------ | ---------------- | ---------------- | ---------------- | --------------------- | --------------------- | --------------------- | ----- | ----- | ------ |
| Southampton F. C. Inglaterra       | 2.ª           | 2006          | 2     | 0     | 0      | 0                | 0                | 0                | —                     | —                     | —                     | 2     | 0     | 0      |
| Southampton F. C. Inglaterra       | 2.ª           | 2006-07       | 39    | 5     | 11     | 4                | 0                | 1                | —                     | —                     | —                     | 43    | 5     | 12     |
| Southampton F. C. Inglaterra       | Total club    | Total club    | 41    | 5     | 11     | 4                | 0                | 1                | 0                     | 0                     | 0                     | 45    | 5     | 12     |
| Tottenham Hotspur F. C. Inglaterra | 1.ª           | 2007-08       | 8     | 2     | 1      | 1                | 1                | 0                | 3                     | 0                     | 0                     | 12    | 3     | 1      |
| Tottenham Hotspur F. C. Inglaterra | 1.ª           | 2008-09       | 16    | 0     | 0      | 7                | 0                | 1                | 7                     | 0                     | 2                     | 30    | 0     | 3      |
| Tottenham Hotspur F. C. Inglaterra | 1.ª           | 2009-10       | 23    | 3     | 5      | 11               | 0                | 5                | —                     | —                     | —                     | 34    | 3     | 10     |
| Tottenham Hotspur F. C. Inglaterra | 1.ª           | 2010-11       | 30    | 7     | 2      | 0                | 0                | 0                | 11                    | 4                     | 8                     | 41    | 11    | 10     |
| Tottenham Hotspur F. C. Inglaterra | 1.ª           | 2011-12       | 36    | 9     | 13     | 4                | 2                | 3                | 2                     | 1                     | 0                     | 42    | 12    | 16     |
| Tottenham Hotspur F. C. Inglaterra | 1.ª           | 2012-13       | 33    | 21    | 4      | 3                | 2                | 3                | 8                     | 3                     | 3                     | 44    | 26    | 10     |
| Tottenham Hotspur F. C. Inglaterra | 1.ª           | 2020-21       | 20    | 11    | 2      | 4                | 2                | 0                | 10                    | 3                     | 1                     | 34    | 16    | 3      |
| Tottenham Hotspur F. C. Inglaterra | Total club    | Total club    | 166   | 53    | 27     | 30               | 7                | 12               | 41                    | 11                    | 14                    | 237   | 71    | 53     |
| Real Madrid C. F. · España         | 1.ª           | 2013-14       | 27    | 15    | 13     | 5                | 1                | 2                | 12                    | 6                     | 4                     | 44    | 22    | 19     |
| Real Madrid C. F. · España         | 1.ª           | 2014-15       | 31    | 13    | 9      | 4                | 0                | 1                | 13                    | 4                     | 2                     | 48    | 17    | 12     |
| Real Madrid C. F. · España         | 1.ª           | 2015-16       | 23    | 19    | 11     | 0                | 0                | 0                | 8                     | 0                     | 3                     | 31    | 19    | 14     |
| Real Madrid C. F. · España         | 1.ª           | 2016-17       | 19    | 7     | 4      | 0                | 0                | 0                | 8                     | 2                     | 2                     | 27    | 9     | 6      |
| Real Madrid C. F. · España         | 1.ª           | 2017-18       | 26    | 16    | 3      | 3                | 1                | 0                | 10                    | 4                     | 3                     | 39    | 21    | 7      |
| Real Madrid C. F. · España         | 1.ª           | 2018-19       | 29    | 8     | 4      | 3                | 0                | 0                | 10                    | 6                     | 3                     | 42    | 14    | 7      |
| Real Madrid C. F. · España         | 1.ª           | 2019-20       | 16    | 2     | 2      | 1                | 1                | 0                | 3                     | 0                     | 0                     | 20    | 3     | 2      |
| Real Madrid C. F. · España         | 1.ª           | 2021-22       | 5     | 1     | 0      | 0                | 0                | 0                | 2                     | 0                     | 0                     | 7     | 1     | 0      |
| Real Madrid C. F. · España         | Total club    | Total club    | 176   | 81    | 46     | 16               | 3                | 3                | 66                    | 22                    | 17                    | 258   | 106   | 67     |
| Los Angeles F. C. Estados Unidos   | 1.ª           | 2022          | 13    | 3     | 0      | 0                | 0                | 0                | —                     | —                     | —                     | 13    | 3     | 0      |
| Los Angeles F. C. Estados Unidos   | Total club    | Total club    | 13    | 3     | 0      | 0                | 0                | 0                | 0                     | 0                     | 0                     | 13    | 3     | 0      |
| Total carrera                      | Total carrera | Total carrera | 396   | 142   | 84     | 50               | 10               | 16               | 107                   | 33                    | 31                    | 553   | 185   | 132    |
| 1. 2. 3.                           |               |               |       |       |        |                  |                  |                  |                       |                       |                       |       |       |        |

### Selección nacional
Actualizado al último partido disputado el 7 de junio de 2022.
| Selección      | Temporada | Amistosos | Amistosos | Europa | Europa | Mundial | Mundial | Total | Total |
| Selección      | Temporada | Part.     | Goles     | Part.  | Goles  | Part.   | Goles   | Part. | Goles |
| -------------- | --------- | --------- | --------- | ------ | ------ | ------- | ------- | ----- | ----- |
| Absoluta Gales | 2006      | 2         | 0         | 2      | 1      | -       | -       | 4     | 1     |
| Absoluta Gales | 2007      | 1         | 0         | 6      | 1      | -       | -       | 7     | 1     |
| Absoluta Gales | 2008      | 1         | 0         | 4      | 0      | -       | -       | 5     | 0     |
| Absoluta Gales | 2009      | 3         | 0         | 4      | 0      | -       | -       | 7     | 0     |
| Absoluta Gales | 2010      | 1         | 0         | 3      | 1      | -       | -       | 4     | 1     |
| Absoluta Gales | 2011      | 2         | 1         | 4      | 2      | -       | -       | 6     | 3     |
| Absoluta Gales | 2012      | 1         | 0         | 4      | 3      | -       | -       | 5     | 3     |
| Absoluta Gales | 2013      | 2         | 1         | 3      | 1      | -       | -       | 5     | 2     |
| Absoluta Gales | 2014      | 1         | 1         | 4      | 2      | -       | -       | 5     | 3     |
| Absoluta Gales | 2015      | -         | -         | 6      | 5      | -       | -       | 6     | 5     |
| Absoluta Gales | 2016      | 1         | 0         | 10     | 7      | -       | -       | 11    | 7     |
| Absoluta Gales | 2017      | -         | -         | 3      | 0      | -       | -       | 3     | 0     |
| Absoluta Gales | 2018      | 3         | 3         | 3      | 4      | -       | -       | 6     | 7     |
| Absoluta Gales | 2019      | 1         | 0         | 8      | 2      | -       | -       | 9     | 2     |
| Absoluta Gales | 2020      | 4         | 4         | 4      | 0      | -       | -       | 4     | 0     |
| Absoluta Gales | 2021      | 4         | 0         | 4      | 0      | -       | -       | 11    | 3     |
| Absoluta Gales | 2022      | 3         | 0         | 4      | 9      | 3       | 1       | 10    | 3     |
| Absoluta Gales | Total     | 23        | 6         | 76     | 38     | 4       | 3       | 103   | 45    |

### Hat-tricks
Actualizado al último partido jugado el 5 de septiembre de 2021.
| 1 | 20-10-2010 | Estadio Giuseppe Meazza, Milán, Italia                | F. C. Internazionale         |  | 4 - 3  | Liga de Campeones 2010-11     |
| 2 | 26-12-2012 | Villa Park, Birmingham, Inglaterra                    | Aston Villa F. C.            |  | 0 - 4  | Premier League 2012-13        |
| 3 | 30-11-2013 | Estadio Santiago Bernabéu, Madrid, España             | Real Valladolid C. F.        |  | 4 - 0  | Primera División 2013-14      |
| 4 | 20-12-2015 | Estadio Santiago Bernabéu, Madrid, España             | Rayo Vallecano               |  | 10 - 2 | Primera División 2015-16      |
| 5 | 09-01-2016 | Estadio Santiago Bernabéu, Madrid, España             | R. C. Deportivo de La Coruña |  | 5 - 0  | Primera División 2015-16      |
| 6 | 22-03-2018 | Guangxi Sports Center, Nanning, China                 | China                        |  | 0 - 6  | China Cup 2018                |
| 7 | 19-12-2018 | Estadio Jeque Zayed, Abu Dabi, Emiratos Árabes Unidos | Kashima Antlers              |  | 1 - 3  | Mundial de Clubes 2018        |
| 8 | 02-05-2021 | Tottenham Hotspur Stadium, Londres, Inglaterra        | Sheffield United F. C.       |  | 4 - 0  | Premier League 2020-21        |
| 9 | 05-09-2021 | Estadio Central, Kazán, Rusia                         | Bielorrusia                  |  | 2 - 3  | Clasificación al Mundial 2022 |

## Palmarés

### Títulos nacionales
| Título                     | Club                    | Año  |
| -------------------------- | ----------------------- | ---- |
| Copa de la Liga            | Tottenham Hotspur F. C. | 2008 |
| Copa del Rey               | Real Madrid C. F.       | 2014 |
| Primera División de España | Real Madrid C. F.       | 2017 |
| Supercopa de España        | Real Madrid C. F.       | 2017 |
| Supercopa de España        | Real Madrid C. F.       | 2020 |
| Primera División de España | Real Madrid C. F.       | 2020 |
| Supercopa de España        | Real Madrid C. F.       | 2022 |
| Primera División de España | Real Madrid C. F.       | 2022 |
| Supporters' Shield         | Los Angeles F. C.       | 2022 |
| MLS Conferencia Oeste      | Los Angeles F. C.       | 2022 |
| MLS Cup                    | Los Angeles F. C.       | 2022 |

### Títulos internacionales
| Título              | Club              | Sede      | Año  |
| ------------------- | ----------------- | --------- | ---- |
| Liga de Campeones   | Real Madrid C. F. | Lisboa    | 2014 |
| Supercopa de Europa | Real Madrid C. F. | Cardiff   | 2014 |
| Mundial de Clubes   | Real Madrid C. F. | Marruecos | 2014 |
| Liga de Campeones   | Real Madrid C. F. | Milán     | 2016 |
| Supercopa de Europa | Real Madrid C. F. | Trondheim | 2016 |
| Mundial de Clubes   | Real Madrid C. F. | Japón     | 2016 |
| Liga de Campeones   | Real Madrid C. F. | Cardiff   | 2017 |
| Supercopa de Europa | Real Madrid C. F. | Skopie    | 2017 |
| Mundial de Clubes   | Real Madrid C. F. | EAU       | 2017 |
| Liga de Campeones   | Real Madrid C. F. | Kiev      | 2018 |
| Mundial de Clubes   | Real Madrid C. F. | EAU       | 2018 |
| Liga de Campeones   | Real Madrid C. F. | París     | 2022 |

### Distinciones individuales
| Distinción                                              | Año                                |
| ------------------------------------------------------- | ---------------------------------- |
| Mejor jugador joven de la Asociación de Fútbol de Gales | 2007                               |
| Jugador Joven del año del Tottenham Hotspur F. C.       | 2009, 2010                         |
| Persona del año para BBC Gales                          | 2010                               |
| Futbolista Galés del Año                                | 2010, 2011, 2013, 2014, 2015, 2016 |
| Jugador del Mes de la Premier League                    | 2010, 2012, 2013                   |
| Equipo del Año de la Premier League                     | 2011, 2012, 2013                   |
| Equipo del Año de la UEFA                               | 2011, 2013                         |
| Premio PFA al Jugador del Año                           | 2011, 2013                         |
| Premio PFA al Jugador Joven del Año                     | 2013                               |
| Premio FWA al Futbolista del Año                        | 2013                               |
| Jugador del Año de la Premier League                    | 2013                               |
| Equipo del Año de la European Sports Media              | 2013                               |
| Nominado al Mejor Jugador de Europa de la UEFA          | 2013, 2016                         |
| Nominado al Balón de Oro                                | 2013, 2014, 2015, 2016, 2018       |
| Mejor Jugador de la Final de Copa del Rey               | 2014                               |
| Mejor Jugador de Europa de la UEFA                      | 2016                               |
| Mejor jugador de la Final de la Champions League        | 2018                               |
| Balón de Oro de la Copa Mundial de Clubes               | 2018                               |